# Lehetetlen (Született feleségek)
A Lehetetlen (Impossible) a Született feleségek (Desperate Housewives) című amerikai filmsorozat tizenötödik epizódja. Az Amerikai Egyesült Államokban először az ABC (American Broadcasting Company) adó sugározta 2005. február 20-án.

## Az epizód cselekménye
A barátnők válságstábja hosszas mérlegelés után úgy dönt, hogy értesítik a rendőrséget a Mike garázsában talált bizonyítékokról. Amikor Bree óvszert talál a szennyes ruhák között, azonnal Rex-re támad, majd Andrew-ra gyanakszik. Ám kiderül, hogy a talált tárgy nem másé, mint Danielle-é, aki az óvszer felhasználásával akarja visszaszerezni John Rowland-et. Bree persze - anyai kötelességeként - kénytelen lépéseket tenni az ügyben Tomot alelnökké léptetik elő a cégénél. A dolog szépséghibája azonban csak annyi, hogy az előkelő kinevezés csak átmeneti időre szól, de Tom Scavo végre úgy érzi, hogy révbe ért. A jó hírnek csak Lynette nem tud felhőtlenül örülni, mert attól tart, hogy így még kevesebb időt tölthet együtt népes kis családjuk. John szobatársa, Justin igen különös kéréssel áll Gabrielle elé. Zack pedig medence-partit rendez, ahol érdekes dolgokra derül fény, melyek egyesek számára roppant nagy tanúsággal bírnak. Mike Delfinót letartóztatja a rendőrség, Susannek pedig szembesülnie kell a kegyetlen valósággal.

## Mellékszereplők
- Doug Savant - Tom Scavo
- Shawn Pyfrom - Andrew Van De Kamp
- Joy Lauren - Danielle Van De Kamp
- Bob Gunton - Noah Taylor
- Conor O'Farrell - Detective Copeland
- Nick Chinlund - Detective Sullivan
- Ryan Carnes - Justin
- Elizabeth Storm - Janie Peterson
- Brent Kinsman - Preston Scavo
- Shane Kinsman - Porter Scavo
- Zane Huett - Parker Scavo
- Nelson Mashita - Postman
- Joey Gray - Teenage Boy

## Mary Alice epizódzáró monológja
- A narrátor, Mary Alice monológja az epizód végén így hangzik (a magyar változat alapján):

„Igen. A kertvárosban minden egyes új nap új hazugságok garmadával köszönt be. De mindközül azok a legrosszabbak, amiket magunknak mondogatunk elalvás előtt. Amiket belesuttogunk a sötétbe, próbálván meggyőzni magunkat, hogy boldogok vagyunk. Vagy hogy Ő boldog. Hogy megváltozhatunk. Vagy hogy Ő változtat a döntésén. Azzal hitegetjük magunkat, hogy képesek vagyunk együtt élni a bűneinkkel. Vagy hogy képesek vagyunk Őnélküle élni. Igen. Minden este elalvás előtt hazudunk saját magunknak. Kétségbeesetten és elszántan reménykedve abban, hogy mire jő a reggel, minden valóra válik.”

## Epizódcímek szerte a világban
- Angol: Impossible (Lehetetlen)
- Francia: C'est ma dernière piscine-party (Ez az utolsó medencebulim)
- Német: Lauter Lügen
- Olasz: Impossibile (Lehetetlen)

- Lehetetlen az Internet Movie Database-ben (angolul)
- Lehetetlen a Rotten Tomatoeson (angolul)
- Lehetetlen a Box Office Mojón (angolul)